# Vincenzo Scamozzi
Vincenzo Scamozzi (Vicenza, 2 de setembre de 1548 - †7 d'agost de 1616) va ser un arquitecte renaixentista de finals del segle xvi i principis del xvii. Va treballar a la República de Venècia, on va ser la figura més important després d'Andrea Palladio i el seu col·lega Baldasarre Longhena.
Segons Scamozzi, l'arquitectura —disciplina a la qual va dedicar tota la seva vida— ha de ser una ciència exacta, complexa, amb regles pròpies que s'han d'estudiar amb atenció i paciència.

## Resum biogràfic

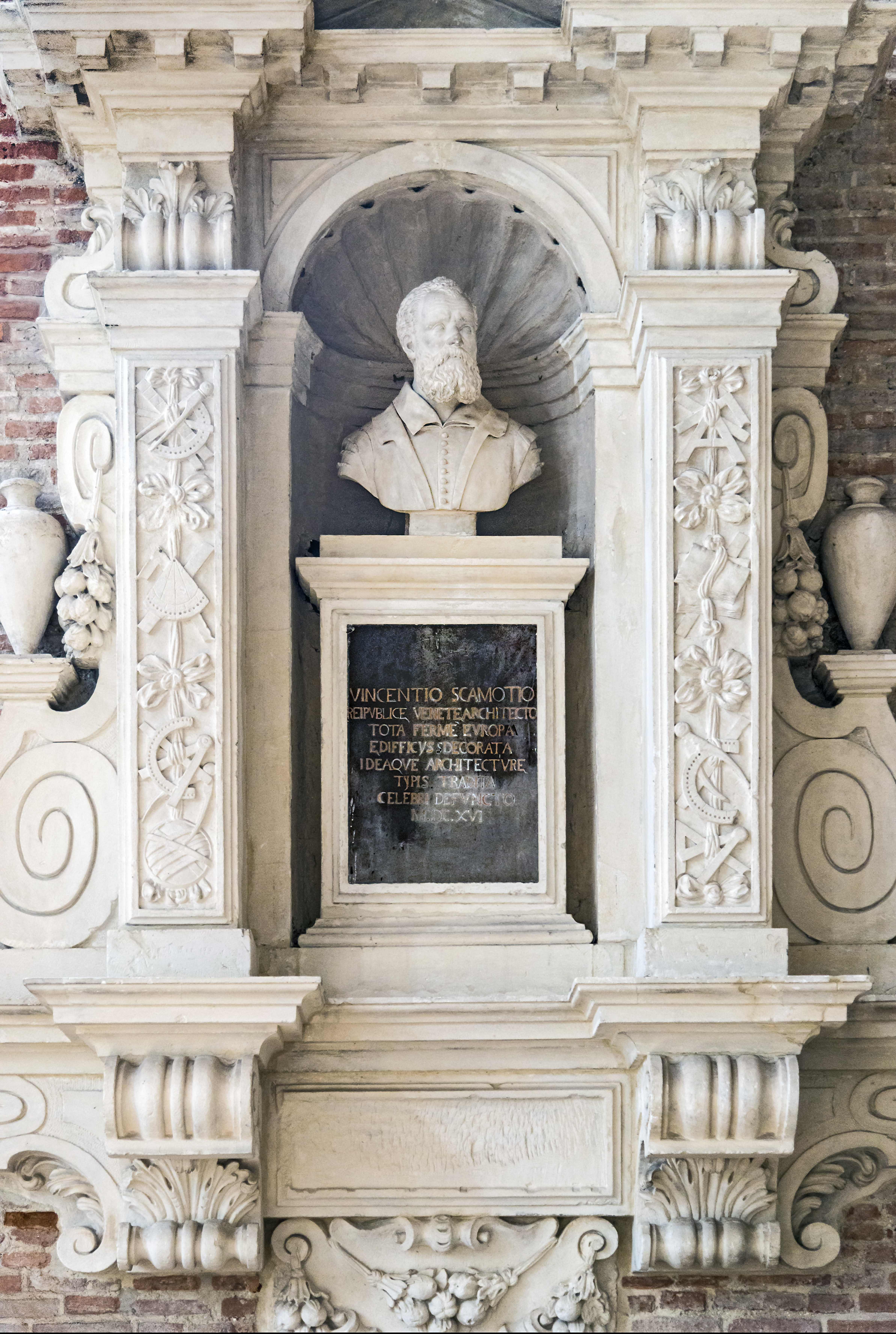
Monument a Vincenzo Scamozzi

Va néixer el 1548 a Vicenza, on va rebre una primera educació del pare Giandomenico, arquitecte culturalment lligat a Sebastiano Serlio. El 1572 s'estableix a Venècia, on estudia el tractat d'arquitectura de Vitruvio en la interpretació de Daniel Barbaro i d'Andrea Palladio.
De tornada a Vicenza, en col·laboració amb el pare va realitzar una sèrie de palaus i vil·les en la seua ciutat natal i en la província, i va treballar també en el completament d'algunes obres de Palladio després de la seva mort el 1580.
La seva activitat tardana se centra a Venècia, on s'estableix novament el 1580, a Castelfranco Veneto, i a Bèrgam.

## L'arquitectura com a ciència

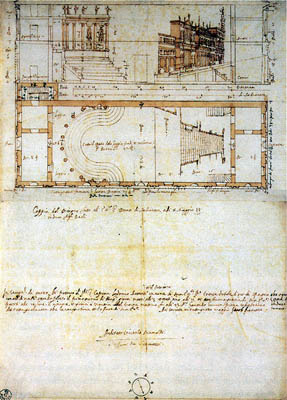
Projecte del teatre de Sabbioneta

La figura de Scamozzi és menys coneguda que altres arquitectes coetanis, tot i que va introduir diverses innovacions: va organitzar el primer museu públic d'Europa amb les estàtues de la República veneciana (1591-1593); va projectar i construir el primer edifici de l'edat moderna dissenyat específicament per ser teatre, a Sabbioneta (Màntua) i va fer importants projectes per al govern de Venècia, entre els quals destaca l'edifici de la Procuraduria Nova a la plaça de Sant Marc.
Després d'haver construït una important quantitat d'obres —especialment vil·les als voltants de Vicenza—- va escriure un dels més importants tractats de l'època, La idea de l'arquitectura universal, el 1615. Per molt de temps va ser adoptat com a text bàsic d'aprenentatge d'arquitectura i va tenir especial difusió al nord d'Europa.
Scamozzi va representar, en molts aspectes, una figura moderna com a arquitecte, estudiós i intel·lectual del seu temps. Va tenir en compte la necessitat de reunir una notable biblioteca personal, col·leccionant llibres (en l'època molt cars) de les més diverses disciplines, des de matemàtica fins a física. Va ser el primer a projectar el funcionament d'un museu, cuidant atentament no només la disposició de les peces, sinó també estudiant la il·luminació natural, un aspecte molt avançat per a l'època que també es troba en molts de dels seus altres projectes.
Una obra inicial però ja modèlica de Scamozzi (la va projectar als vint-i-sis anys) és la Vil·la Pisani, a Lonigo (Vicenza), anomenada la Rocca Pisana. Es basa en una tipologia de planta central que, malgrat tot, no imita la cèlebre Vil·la Capra d'Andrea Palladio (llavors encara en construcció, i que Scamozzi acabaria finalitzant), sinó que va utilitzar una tipologia inèdita, amb inspiració directa del Panteó de Roma.

## Cronologia de les obres

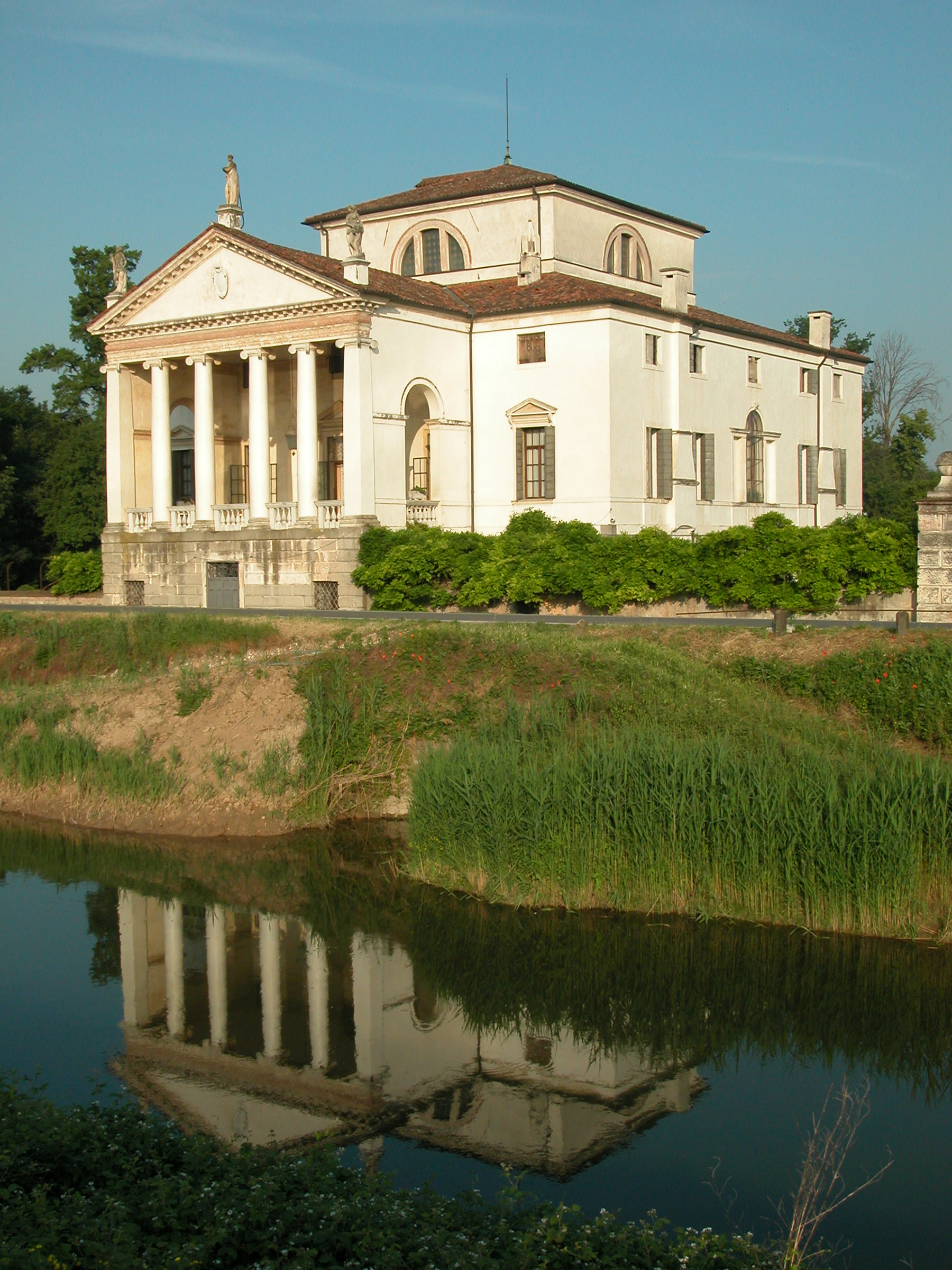
Vil·la Molin a Mandria, Pàdua

- 1568-1575: Vil·la Ferramosca (per a Girolamo Ferramosca), Vicenza) (amb Giandomenico Scamozzi)
- 1569: Palazzo Godi, Vicenza (projecte, alterat en l'execució pòstuma)
- 1572-1593: Palazzo Thiene-Bonin, Vicenza
- 1574-1615: Vil·la Verlato (per a Leonardo Verlato), Villaverla (Vicenza)
- 1575: Palazzo Caldogno, Vicenza
- 1575-1578: Vil·la Pisani anomenada la Rocca Pisana, Lonigo (Vicenza)
- 1576-1579: Palazzo Trissino-Trento (per a Pierfrancesco Trissino), Vicenza (amb Giandomenico Scamozzi)
- 1580: Vil·la Priuli (per a Francesco Priuli), Castelfranco Veneto, Treviso (ala nord)
- 1580-1584: Vil·la Nani Mocenigo en Canda, Provincia de Rovigo
- 1580-1592: Vil·la Capra, coneguda com La Rotonda, Vicenza (en va completar la construcció, projecte d'Andrea Palladio, reprojectant la cúpula i agregant els annexos)
- 1581-1586: San Gaetano Thiene, Pàdua
- 1581-1599: Procuraduria Nova, Plaça Sant Marc, Venècia (continuada amb un projecte interior diferent de Francesco Smeraldi i completada en 1663 per Baldassarre Longhena)
- 1582: Palau cívic, Vicenza atribuït
- 1582-1591: Biblioteca de Sant Marc a Venècia (va completar sobre projecte de Jacopo Sansovino)
- 1584-1585: Teatre Olímpic, Vicenza (construcció de l'escenari)
- 1587-1596: Biblioteca de Sant Marc, Venècia (avantsala)
- 1588: Vil·la Cornaro, Poble de Castelfranco (Treviso) (reconstrucció)
- 1588-1590: Teatre de Sabbioneta (per al duc Vespasiano Gonzaga), Sabbioneta (Màntua)
- 1590: Vil·la Contarini (para Girolamo Contarini), Loreggia (Pàdua)
- 1590-1595: Església dei Tolentini, Venècia
- 1591-1593: Estatuari de la República de Venècia
- 1591-1594: Monestir de San Gaetano a Thiene, Pàdua
- 1591-1595: Vil·la Cornaro (per a Girolamo Cornaro), Piombino Dese (Pàdua) (completament) atribuït
- 1591-1597: Vil·la Duodo i Cappella di San Giorgio, Monselice (Pàdua)
- 1592: Palazzo Duodo, Venècia
- 1592-1616: Palazzo Trissino al Corso (per a Galeazzo Trissino), Vicenza
- 1594-1600: Vil·la Bardellini (per a Valerio Bardellini), Monfumo (Treviso) (destruïda)
- 1596: Vil·la Ferretti (per a Girolamo Ferretti) sobre la ribera del Brenta, Sambruson del Dolo (Venècia)
- 1596-1597: Villa Cornaro, Piombino Dese (Pàdua)
- 1597: Vil·la Molin (per a Nicolò Molin), Mandria, Pàdua
- 1597: Vil·la Priuli, Carrara (Pàdua)
- 1597-1598: Vil·la Godi (Vicenza)
- 1601: Palazzo del Bo, Pàdua (façana de la universitat)
- 1601-1606: San Giacomo di Rialto, Venècia (altar de l'escola dels orfebres)
- 1601-1636: Església i allotjament de San Lazaro dei Mendicanti, Venècia
- 1604-1612: Projecte per a la catedral de Sant Rupert i Virgili, Salzburg, Àustria (completat entre 1614 i 1628 per Santino Solari)
- 1605: Església de Sant Pere i Sant Pau, Venècia (porta de la sagristia; amb Alessandro Vittorio)
- 1605-1616: Vil·la Duodo, Monselice (Pàdua)
- 1607-1611: San Giorgio Maggiore (Venècia) façana)
- 1607-1616: Vil·la Cornaro al Paradiso, Venècia (pavellons bessons)
- 1609: Vil·la Trevisan (per a Domenico Trevisan), San Donà di Piave (Pàdua)
- 1609-1616: Palazzo degli Scrigni a Santrovaso, sobre el Canal Gran, Venècia
- 1614: Palazzo Loredan Vendramin, Venècia (ala est; ensorrada el 1659 i reconstruïda el 1660)

### Obres d'autoria incerta
- Vil·la Morosini Mantovani anomenada Ca' Morosini, Polesella (Rovigo)
- Palazzo Grimani, Polesella (Rovigo) (destruït el 1892)

### Textos de Scamozzi
- Discurs sobre l'antiguitat de Roma, 1582
- La idea de l'arquitectura universal, Venècia, 1615

### Textos sobre Scamozzi
- F. Barbieri i G. Beltramini, Vincenzo Scamozzi. 1548-1616 (italià)
- Lionello Puppi, La solitudine di Vincenzo Scamozzi, nostro contemporaneo document, a Annali di architettura núm. 15, Vicenza 2003 (italià)
- Fernando Rigon, La Idea in figura. Iconografie tipografiche del Trattato scamozziano document pdf en Annali di architettura núm. 16, Vicenza 2004 (italià)